# Gaetano Cappa
Gaetano Cappa (Milano, 30 luglio 1969) è un conduttore radiofonico, regista radiofonico, produttore televisivo, produttore discografico e compositore italiano.

## Biografia
Nel 1994, dopo aver collaborato con Il Giornale, comincia a lavorare come giornalista al quotidiano La Voce diretto da Indro Montanelli.
Continua a lavorare per la carta stampata collaborando come autore con le riviste Linus e Topolino.
Dal 1996 al 2009 scrive e produce programmi per RadioRai.
Nel 2002 fonda con Marco Drago l'Istituto Barlumen. Si occupa di produzione di programmi radiofonici (per Radiouno, Radiodue, Radiotre, RSI), televisione (con Fabio Volo per LA7, Italia1 e MTV, Le invasioni barbariche per LA7, Very Victoria con Victoria Cabello per MTV, Toy Radio per DeejayTv), sound design, consulenza musicale, discografia ed edizioni musicali, audiolibri (Le Grandi Fiabe e Storie della Bibbia del Corriere della Sera), spettacoli dal vivo e pubblicità.
Ha tenuto alcuni workshop di radiofonia presso l'Università degli Studi di Pavia e l'Università Ca' Foscari di Venezia.
Dal 2010 inizia la sua collaborazione con Radio 24 come autore e conduttore della trasmissione Chiedo Asilo, in coppia con Marco Drago.
Nel 2011 vince il Prix Italia nella Sezione Radiodramma con Pollycino. Nel 2012 partecipa alla sesta edizione di X Factor collaborando con Morgan in qualità di vocal coach (1º e 2º classificato con Chiara e Ics). Nel 2013 partecipa alla settima edizione di X Factor sempre in qualità di vocal coach della squadra di Morgan (1º classificato con Michele Bravi). È autore del brano Supereroe interpretato da Chiara Galiazzo e Venerdì interpretato da Andrea D'Alessio (semifinalista a X Factor 7). Per X Factor ha anche curato la colonna sonora degli spot di lancio delle ultime tre edizioni. Dal 2014 è in onda sulla Radio Svizzera Italiana con i programmi Spiaggiati e Kappa & Drago Record Shop. Nel 2015 co-produce il cd La Scapigliatura(Targa Tenco 2015 come Migliore Opera Prima) e scrive e produce due canzoni della serie Alex&Co. per Disney Channel.

## Programmi Radio
- 1996 Strappi (Rai Radio 1)
- 1996 Megahertz 900
- 1996 Senza scalo (Rai Radio 1)
- 1999 MDF (primo premio alla quarta edizione del Festival internazionale di videoarte e radiodrammi "L'immagine Leggera")
- 2002-2005 Razione K (Rai Radio 3)
- 2002 Remix (Rai Radio 3)
- 2003 Una successione ritmica (commissionata dal Prix italia 2003 all'interno del workshop "Divertissement Radiophonique")
- 2004 Leon (RadioTre. Finalista al Prix Italia 2004 nella sezione Radiodrammi)
- 2006-2009 La fabbrica dei polli (Rai Radio 3)
- 2008 La guerra dei mondi (Popolare Network)
- 2010-2013 Chiedo Asilo (Radio24)
- 2011 Pollycino (Radio24.Vincitore del Prix Italia 2011)
- 2014 Spiaggiati (RSI Rete Tre)
- 2014 -2015 Kappa & Drago Record Shop (RSI Rete Tre)

## Musica (artista)
- 2005 Istituto Barlumen plays Leon Country (Ponderosa)
- 2007 Felici e Cantanti (Fabbri Editori)
- 2008 The Phonograph (Barlumen Records)
- 2009 Lo strano viaggio di Pim-Popò (Barlumen Records)
- 2010 Tritato di Città (Barlumen Records)

## Musica (produttore)
- 2008 Banana à Milanesa - Selton (Barlumen Records)
- 2008 UKEit (Autori vari) (Barlumen Records)
- 2009 Canzoni in batteria Vol.1- Vol.2  - Luca Gemma (Barlumen Records)
- 2011 D41 C4770 - I Soliti Idioti (RTI)
- 2012 Italian Songbook Vol.2 - Morgan (Sony)
- 2012 Autostima di prima mattina - ICS (Sony)
- 2013 La vita e la felicità EP - Michele Bravi (Sony) co-produttore
- 2013 Venerdì EP - Andrea D'Alessio (Sony) co-produttore
- 2015 When I Was You - Virginia Veronesi (Sony)
- 2015 La Scapigliatura - La Scapigliatura (Mescal)

## Televisione
- 2001 Il volo della notte, LA7
- 2005 Spaccanoci, Italia1
- 2006 Italo (Spagnolo), MTV
- 2006 Very Victoria, MTV
- 2007 Italo (Francese), MTV
- 2007 Andata e ritorno, RaiDue
- 2008 Italo (Americano) Homeless Edition, MTV
- 2009 I soliti idioti, MTV
- 2010 Toy Radio, Deejay TV
- 2011 Good Evening, Deejay TV
- 2012 - 2013 X Factor, Sky Uno e Cielo
- 2013 Le invasioni barbariche, LA7
- 2015 Alex & Co., Disney Channel